# Czerwieńsk (stad)
Czerwieńsk (Duits: Rothenburg an der Oder) is een stad in het Poolse woiwodschap Lubusz, gelegen in de powiat Zielonogórski. De oppervlakte bedraagt 9,22 km², het inwonertal 4182 (2005).

## Verkeer en vervoer
- Station Czerwieńsk

## Partnersteden
- Drebkau (Duitsland)

Er bestaan vriendschapsbanden met:
- Rotenburg (Duitsland)
- Rotenburg an der Fulda (Duitsland)
- Rothenburg ob der Tauber (Duitsland)
- Rothenburg (Duitsland)
- Rothenburg/O.L. (Duitsland)

Czerwieńsk werd eertijds Rothenburg an der Oder genoemd. De kinderen van Constantijn van Hohenzollern de laatste vorst van Hohenzollern-Hechingen 1838-1849 geboren uit zijn morganatisch huwelijk met barones Amalie Schenk von Geyern kregen de titel graaf van Rothenburg in opvolging van hun moeder die in 1850 door Frederik Willem IV tot gravin van Rothenburg werd verheven. Constantijn is in Czerwieńsk op slot Nettkow overleden.